# Хрещення Болгарії

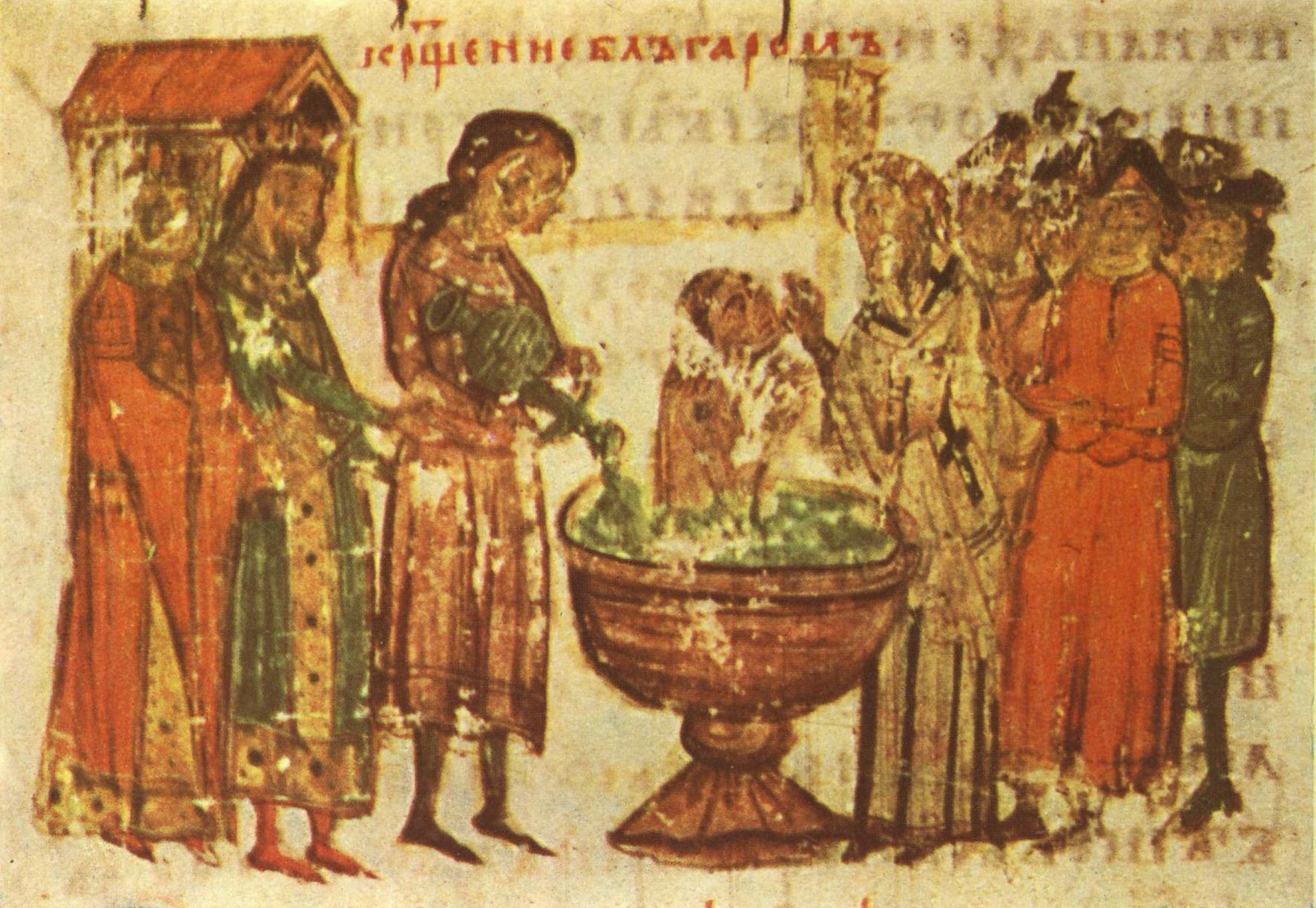
«Хрещення Болгарії». Мініатюра з середньоболгарського перекладу літопису Костянтина Манасія (Ватиканський перепис, ХІV ст.)

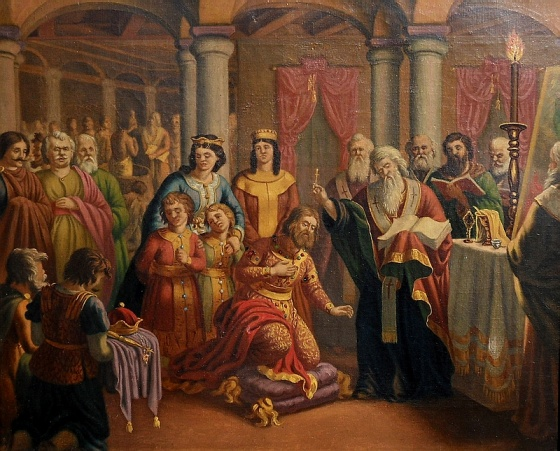
Хрещення Преславського двору, Н. Павлович, XIX століття.

Хрещення Болгарії — процес поширення християнства у Болгарії, який було ініційовано 864 року.
Болгарська держава утворилась 681 року на північному кордоні християнської Візантії. Основним населенням нової держави стали кочові болгари, залучені до процесу феодалізації, та слов'яни. Для інтеграції суспільства була необхідна ідеологія уніфікації. Ініціатором хрещення став болгарський хан Борис, який прийняв ім'я Михайло. 
Безпосереднім приводом хрещення став голод 863 року, за яким відбулось вторгнення візантійської армії Варди. Умовою допомоги стало хрещення знаті, яке здійснив патріарх Фотій. 
Однак кочова аристократія підняла антихристиянський заколот, який проте зазнав поразки. Хан Борис стратив членів 52 правлячих родів. Серед страчених був його син. 
Хан Борис став усіляко сприяти місії Кирила й Мефодія з просвіти слов'ян. Він прийняв православ'я в 864 році. Його хрещеним батьком був імператор Михайло III. А титул було змінено з поганського хан на християнський князь. Після цього в Болгарії була запроваджена церемонія коронації правителів за християнським візантійським обрядом. 
В Болгарії була запроваджена кирилична писемність, почалось спорудження християнських церков. Одним з перших визначних святих став Климент Охридський.

## Значення
Російський історик Василь Татищев розглядав хрещення Болгарії в контексті загального поширення християнства серед слов'ян. Становлення Болгарії християнською країною вплинуло на хрещення Русі наступного століття.